# Fête nationale camerounaise
La Fête nationale camerounaise (en anglais : Cameroonian National Day), également appelée fête de l'unité (en anglais : Unity Day), est célébrée tous les 20 mai au Cameroun,.

## Historique
Le territoire sous tutelle du Cameroun français obtient son indépendance de la France le 1er janvier 1960 et prend le nom de République du Cameroun. Le Cameroun méridional change de statut, passant d'une tutelle sous administration britannique à un État fédéré au sein du Cameroun le 1er octobre 1961. Le gouvernement choisit le 20 mai comme date de la fête nationale du Cameroun pour commémorer l'abolition par le président Ahmadou Ahidjo du système fédéral de gouvernement en faveur d'un État unitaire en 1972.
Lors d'un référendum constitutionnel organisé le 20 mai 1972, les Camerounais votent en faveur d'un État unitaire par opposition à l'État fédéral existant.

## Festivités

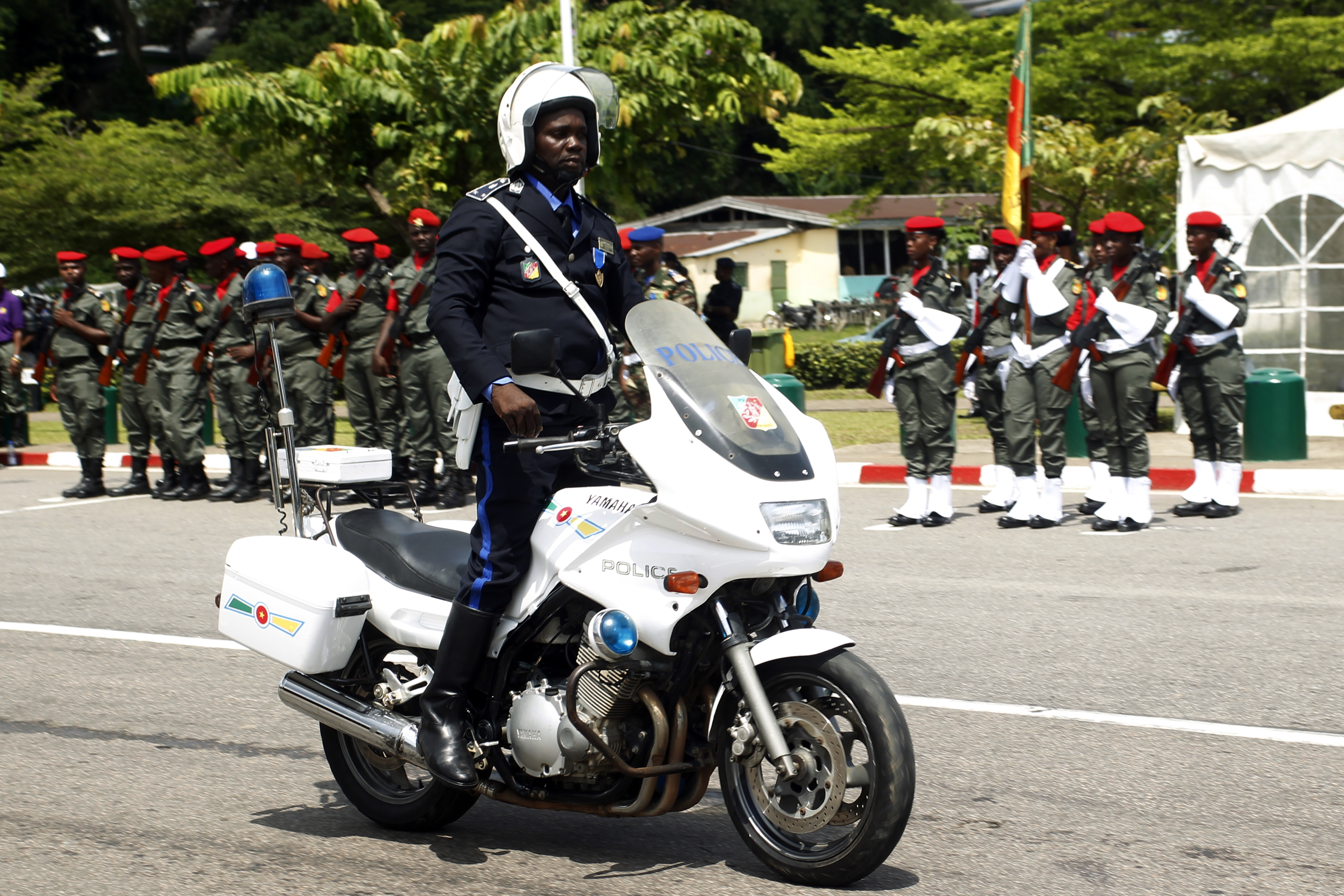
La police lors du défilé de la fête nationale à Douala.

Considérée comme un jour férié, les enfants ne se rendent pas à l'école et célèbrent la fête nationale, généralement en chantant et en effectuant des défilés ou des marches dans les différents quartiers de leurs villes. Des discours sont prononcés par le président du Cameroun et d'autres personnalités importantes. Le gigantesque défilé est présidé par le président dans la capitale du pays, Yaoundé. Dans les capitales régionales, elle est présidée par le gouverneur qui représente le gouvernement. Les officiers divisionnaires président la journée dans leurs différentes divisions.

## Événements
Depuis 2018, l'événement est souvent marqué par des violences dans les régions anglophones du pays, en proie à un conflit. Les principaux partis d'opposition, le Mouvement pour la renaissance du Cameroun (MRC) et le Front social démocrate (SDF), boycottent l'évènement « en solidarité avec les vies perdues dans les régions anglophones ».
Les festivités de la fête nationale dans le pays sont annulées en 2020 et 2021 en raison de la pandémie de COVID-19,.